# Ross Kettle
Ross Kettle (* 19. September 1961, Durban, Südafrika) ist ein südafrikanisch-amerikanischer Schauspieler und Filmregisseur.

## Leben
Ross Kettle gab sein Fernsehdebüt 1985 in der Soap Jung und Leidenschaftlich – Wie das Leben so spielt (As the World Turns). Nach einer Gastrolle in Cagney & Lacey übernahm er 1987 eine Hauptrolle in der Serie California Clan. Dort spielte er bis 1989 die Rolle des Jeffrey Conrad. 1988 wurde er für diese Darstellung für den Emmy nominiert. Danach spielte er auch kleine Rollen in Filmen, wie 1990 in Das große Erdbeben von L.A. und 1997 in Playing God. Außerdem trat der Schauspieler in drei Folgen von Mord ist ihr Hobby und als Gaststar in Babylon 5 auf.
Ross Kettle war mit der Schauspielerin Michelle Forbes verheiratet.

## Filmografie
- 1985: Jung und Leidenschaftlich – Wie das Leben so spielt (As the World Turns, Fernsehserie, 1 Folge)
- 1986: Cagney & Lacey (Fernsehserie, 1 Folge)
- 1986–1989: California Clan (Santa Barbara, Fernsehserie, 261 Folgen)
- 1995: Mord ist ihr Hobby (Murder, She Wrote, Fernsehserie, 3 Folgen)
- 1997: Playing God
- 1998: Babylon 5 (Fernsehserie, 1 Folge)